# 飴玉 (CYNHNの曲)
「飴玉」は、CYNHNの楽曲。デジタル・シングルとして2024年6月12日に発売された。発売元はI BLUE。

## 概要
2024年4月17日に発売されたデジタル・シングルいいおくりに続く、CYNHNのデジタル・シングル。2024年6月6日にリミスタ配信で開催された「いいおくりデジタル配信インターネットサイン会"いいおくれるかな？アキネイターゲーム＆サイン会"」内告知で発表され、6月15日に池袋harevutaiで開催されたグループ結成7周年記念ワンマンライブ『CYNHN 7th Anniversary LIVE -BLUE RAINBOW-』にて初披露された。

## 制作・コンセプト
表題曲「飴玉」は、CYNHNのメインソングライター渡辺翔による作詞・作曲。編曲はCYNHNとは初の取り組みであり「ずっと真夜中でいいのに。」「和ぬか」等の編曲を手掛け、ボカロPとしても知られる100回嘔吐。振付は「ジンテーゼ」「サファイア」「いいおくり」の振付を担当したカッチョイイカンパニーのsumire ono。リリックMVは今回が初となるCloAが担当した。
4月にリリースされた『いいおくり』が表現する“光”の景色と対比した“闇”の青さを『飴玉』では描いた作品となっている。
この「飴玉」はeスポーツ人材を育成する"KONAMI eスポーツ学院"の高校生eスポーツチーム"KONAMI eUNITED高等部"の応援ソングとして制作された。公開されたコラボ・ムービーは"KONAMI eスポーツ学院"で実際に生徒が学ぶ教室を使用して撮影されている。また、本楽曲は「beatmania IIDX 32 Pinky Crush」にも収録された。
デジタル・シングルであるがいいおくりと同様に音楽配信サービス「miim」を利用して特典会を行うリリースイベントも3か所で行われた。

### 制作背景
当初は別の歌詞でレコーディングされていたが、"KONAMI eUNITED高等部"の応援ソングになることと"ゲーム"に関連する歌詞へ変更されたことをStationheadアプリで12月12日に開催された「『Tokyo stuck』リリース記念 リスニングパーティー」にて広瀬みのりが裏話を明かしている。

## Credit

### MUSICIAN Credit[13]
- Lyric & Music：渡辺翔
- Aranger : 100回嘔吐
- Recording Engineer : 米田聖
- Mix Engineer : 土岐彩香
- Mastering Engineer : 山崎翼 (Flugel Mastering)

### MUSIC Video
- CloA

### メインビジュアル[14]
- Art Director : 高山優子[yenter]
- Camera : 岩田貴樹
- Styring : 吉川祐香
- Hair Make Up : 奥田真莉、栗間夏美

## シングル収録内容
miim盤 [Type A] [Type B] [Type C] [Type D]の4種リリースで、[Type A]/[Type B]はタワーレコードのリリースイベントで、[Type C]/[Type D]はリミスタのオンラインリリースイベントで販売をされた。
[Type A]には特典としてInst Ver.、飴玉「KONAMI eUNITED高等部」コラボムービーメイキングが、[Type B]にはOff Vocal、「CYNHN 7th Anniversary LIVE -BLUE RAINBOW-」メイキングAが収録されている。[Type C]/[Type D]には「CYNHN 7th Anniversary LIVE -BLUE RAINBOW-」メイキングB/メイキングCが収録されている。